# Лиламин
Лиламин (дегидроабетиламин) — вещество природного происхождения, дитерпеновый амин, имеющий слабую[уточнить] аффинность к каннабиноидным рецепторам CB1 и CB2. Ингибитор киназы пируватдегидрогеназы. Будучи оптически активным веществом, лиламин используется в качестве хирального агента для разделения карбоксиловых кислот.
Содержится в сосне и способен ингибировать образование холестерина в клетке.